# Buzz l'Éclair, le film : Le Début des aventures
Pour plus de détails, voir Fiche technique et Distribution.
Buzz l'Éclair, le film : Le Début des aventures (Buzz Lightyear of Star Command: The Adventure Begins), est un film d'animation Disney sorti directement en vidéo en 2000. Il constitue le pilote de la série télévisée Les Aventures de Buzz l'Éclair.

## Synopsis
Les personnages de Toy Story regardent un film sur Buzz L'Éclair. Buzz arrive sur la Lune avec un autre Ranger de l'Espace. Leur mission : trouver trois petits hommes verts disparus de Star Command.

## Fiche technique
- Réalisateur : Tad Stones
- Scénario : Mark McCorkle, Robert Schooley, Bill Motz, Bob Roth
- Producteur : Mike Karafilis, Mark McCorkle, Robert Schooley, Tad Stones
- Musique : Adam Berry
- Montage : John Royer
- Société de production : Walt Disney Pictures, Walt Disney Television Animation, Pixar Animation Studios
- Société de distribion : Walt Disney Home Video
- Date de sortie : 8 août 2000 (USA) : 1er février 2001 (France)
- Durée : 71 minutes

## Distribution

### Voix originales
- Tim Allen : Buzz Lightyear
- Nicole Sullivan : Mira Nova
- Larry Miller : XR
- Stephen Furst : Booster
- Wayne Knight : Empereur Zurg
- Adam Carolla : Commandant Nebula
- Diedrich Bader : Warp Noir / Agent Z
- Jim Hanks : Woody
- R. Lee Ermey : Sergeant

### Voix françaises
- Richard Darbois : Buzz L'Éclair
- Laura Blanc : Princesse Mira Nova
- Éric Legrand : XR
- Éric Missoffe : Booster
- Michel Mella : Empereur Zurg
- Serge Faliu : Warp Noir / Agent Z
- Marc Moro : Commandant Nebula
- Patricia Legrand : Petits hommes verts
- Thierry Wermuth : Petit homme vert / Sifli
- Éric Métayer : Larve
- Jean-Philippe Puymartin : Woody
- Marc Alfos : Soldats
- Henri Guybet : Rex
- Patrick Préjean : Bayonne